# Kovács János (unitárius tanár)
Fiátfalvi Kovács János (Fiatfalva, 1846. augusztus 8. – Kolozsvár, 1905. január 27.) unitárius főgimnáziumi tanár, kollégiumi igazgató, publicista.

## Élete
Székely szülők gyermeke. Középiskolai tanulmányait a székelykeresztúri és kolozsvári unitárius gimnáziumban végezte 1868-ban; ez utóbbi helyen végezte a teológiát is 1870-ben, mire félévig Zürichben bölcseleti és nyelvészeti előadásokat hallgatott. 1870-72-ben a Manchester new college-ban, ahova szintén az egyházképviselő tanácsos küldötte ki, mint pap- és tanárjelölt bölcseleti és teológiai kurzust végezett. Ittléte alatt az 1870 nyarán Angliát, Skóciát és Írország nagyobb részét beutazta és a hittani intézet igazgatójától kiküldetve, több gyülekezetben egyházi szónoklatokat tartott. 1872 nyarán Párizson, Brüsszelen, Berlinen, Drezdán és Bécsen át hazatért Kolozsvárra, ahol az unitáriusok főgimnáziumánál rendes tanárnak választották; előadta a történelmet, a teológiai intézetben pedig az angol nyelvet és irodalmat. 1873-ban a kolozsvári egyetemen az angol nyelv és irodalom magántanárává habilitálták. 1876-ban megalapította az angol társalgó kört, amelynek elnöke is volt. 1877-ben a főgimnázium igazgatója lett, mely tisztséget 14 évig viselte. 1881-ben mint az egyházképviselő tanács küldötte Olaszországon át Londonba ment az angol és külföldi unitáriusok gyűlésére, s egyhavi ott léte alatt felolvasásaival 1800 forintot gyűjtött az unitáriumok budapesti eklézsiája javára, amely alkalommal az angol és amerikai unitáriusok 100-100 font sterlinget szavaztak meg a budapesti lelkész fizetésének fedezésére. 1882-ben az amerikai unitáriumok és más szabadelvű keresztények konferenciáján képviselte az egyháztanácsot, és félévi ott tartózkodása alatt beutazta Amerika nevezetesebb városait, ahol angol felolvasásokat tartott és a kolozsvári főgimnáziumnál fennálló Channing- és Richmond-tanári székre 3200 forintot gyűjtött. 1892-től az egyháztanács tanügyi jegyzője volt.

## Írásai
Cikkei és fordításai az Unitarian Rewiewben (1872. hét unitárius ének angol fordítása, 1876. The Hungarian protestant association, a Religiosus Magazinban is, 1891. The Spread of the English Language as a Means of International Intercourse and Culture); a Keresztény Magvetőben (1873. Az erdélyi unitárius vallás közönség három százados történetének főbb vonásai, Az unitárius mozgalom az éjszakamerikai Egyesült Államokban. 1874. Az emberbarát, angolból Channing válogatott művei, 1881. A hitörökségért való küzdelem, angol beszéde Londonban. Az atya szeretete az emberek iránt és Az élő Istenben való bizalom, Channing után ford., 1883. Richmond Anna élete és jelleme, 1884. Amerikai családi és társadalmi szokások. 1886. A babyloniak társadalmi életéből, Sokrates és Krisztus követése, 1887. Lowe Károly emlékirataiból, 1888. Az amerikai unitáriumok és más szabadelvű keresztények conferentiája. 1890. Husz János, 1891. Eszményi középiskola, Az amerikai irodalom, 1892. Comenius Amos Jánosról. 1893. Vallásszabadság az északamerikai Egyesült Államokban, 1896. Hetvenöt év az északamerikai Egyesült-Államok irodalmából, angolból, 1897. Az angol unitáriusok nemzeti conferentiája); a kolozsvári Hölgyfutárban (1877. A keletindiai nők társadalmi állása, Irlandról, A törökök otthon, angolból); az Inquirerben (1877. Northern Europe nad Irland, fordítás); a Pesti Hirlapban (1883. 62., 63. londoni levelek amerikai útjáról és megérkezése); a Magyar Polgárban (1886. Karácson az angoloknál); az 1848-1849. Történelmi Lapokban (1892. Hogy fogadták Kossuthot az angolok és amerikaiak?); a Christian Registerben (Boston, 1893. Christmas in Hungary); a Felső oktatásügy Magyarországon cz. műben (Bpest, 1896. Az unitárius vallásközönség kolozsvári papnevelőintézetének ismertetése); a P. Naplóban (1898. 356. sz. Kolozsvár Karácsonya); könyvismertetéseket és vegyes czikkeket írt a Magyar Polgárba (1885. 209., 210. sz.) sat. Felolvasásai: Minő szellemben plántáljunk és öntözzünk (zsinati beszéd Székely-Kereszturon 1879.), Gróf Széchenyi István emlékezete (megjelent az Ellenzékben 1894.); Lincoln Ábrahámról és az amerikai rabszolgaháborúról; A magyar unitárius egyház szervezete, írta Ferencz József, ford... és felolv. a chicagoi congressuson).

## Munkái
- Paget János Esqu. életirata. Kolozsvár, 1893.
- An oration in memory of the late John Paget Esqu. Uo. 1893.
- Az eszmény. A mi atyánk egyháza. Hopps P. Jánostól. Angolból ford. Uo. 1896.

Kriza János költeményeit sajtó alá rendezte s kiadta a Kisfaludy-társaság. Bpest, 1893.
Szerkesztette a Kriza-Albumot. Bpest, 1892. és a Keresztény Magvetőt 1878-tól fogva Péterfi Dénessel és a Kolozsvári unitárius főgimnázium Értesítőit.